# Robert Lechleiter
Robert Lechleiter (* 1. Juli 1980 in Rosenheim) ist ein ehemaliger deutscher Fußballspieler und jetziger -trainer. Seit März 2025 ist er Cheftrainer beim SSV Ulm 1846.

## Sportlicher Werdegang

### Spielerkarriere

#### Anfänge in Bayern
Der Offensivspieler Lechleiter begann seine fußballerische Laufbahn im Alter von fünf Jahren 1985 beim oberbayerischen TSV Aßling. 1999 wechselte er zum Bezirksligisten SC Baldham, mit dem er in seiner ersten Saison in die Bezirksoberliga aufstieg. Nach einer weiteren Saison für Baldham wechselte Lechleiter 2001 zum Bayernligisten FC Ismaning, für den er in seiner ersten Saison sechs Tore in 28 Einsätzen erzielte.

#### Lechleiter in Unterhaching
Nach 15 Toren in 29 Einsätzen während seiner zweiten Spielzeit für Ismaning wurde der gelernte Kfz-Mechaniker im Sommer 2003 von der SpVgg Unterhaching verpflichtet, die in der Saison 2003/04 als Aufsteiger aus der Regionalliga in der 2. Bundesliga antrat. Aufgrund der Konkurrenz durch Francisco Copado und Angelo Vaccaro im Hachinger Sturm kam Lechleiter in seiner ersten Saison für die SpVgg jedoch nur auf zwölf Einsätze in der 2. Bundesliga und einen Einsatz im DFB-Pokal, wobei er beim 1:0-Auswärtssieg gegen den Karlsruher SC sein einziges Saisontor für Unterhachings erste Mannschaft erzielte. Für Hachings zweite Mannschaft, für die er während der gleichen Saison 17 Spiele in der Bayernliga absolvierte, erzielte Lechleiter dagegen neun Tore.
In der Saison 2004/05 kam Lechleiter aufgrund diverser Verletzungen und der mit der zwischenzeitlichen Ausleihe des Rostocker Spielers Marcel Schied noch größeren Konkurrenz im Sturm der Hachinger lediglich zu neun torlosen Einsätzen in der ersten Mannschaft sowie zu vier Torerfolgen in elf Einsätzen in der Zweitvertretung Unterhachings. Zu Beginn der Spielzeit 2005/06 galt Lechleiter daraufhin erneut als Reservist und absolvierte zunächst zwei weitere Einsätze für Unterhachings Bayernliga-Mannschaft, bis er am 12. Spieltag der 2. Bundesliga in die Startelf der Lizenzmannschaft berufen wurde und beim 4:1-Sieg gegen die SpVgg Greuther Fürth mit einem Tor und drei Vorlagen spielentscheidend agierte, so dass er im weiteren Saisonverlauf als Stammspieler auch mit weiteren Torvorlagen maßgeblich am Klassenerhalt der SpVgg beteiligt war.
2006/07 kam Lechleiter vermehrt im Mittelfeld des Hachinger Zweitligisten zum Einsatz, wurde mit neun Toren in 32 Partien jedoch bester Torschütze seiner Mannschaft, die am Saisonende als Tabellensechzehnter in die Regionalliga abstieg. Ein Angebot vom Bundesliga-Aufsteiger F.C. Hansa Rostock schlug Lechleiter aus, um mit Haching den direkten Wiederaufstieg anzustreben.
2007/08 erzielte Lechleiter zehn Tore für Haching in 28 Regionalliga-Einsätzen, konnte aufgrund eines Knochenödems im rechten Knie jedoch am Saisonende nicht mehr für die SpVgg auflaufen, für die der direkte Wiederaufstieg ab dem vorletzten Spieltag nicht mehr möglich war. Lechleiter, dessen eigentlich bis 2009 datierter Vertrag eine Ausstiegsklausel in Höhe von 150.000 Euro beinhaltete, gab daraufhin seinen Wechsel zum F.C. Hansa Rostock bekannt, welcher zwischenzeitlich wieder aus der ersten in die zweite Bundesliga abgestiegen war. Für Haching hatte Lechleiter 79 Spiele in der 2. Bundesliga (elf Tore), 28 Regionalliga-Partien (zehn Tore) sowie sieben Spiele im DFB-Pokal (ein Tor) bestritten.

#### Über Rostock nach Aalen
Für Hansa Rostock, bei denen er im Mai 2008 einen Dreijahresvertrag unterschrieb, erzielte Lechleiter am achten Spieltag der Zweitliga-Saison 2008/09 sein erstes Ligaspieltor, nachdem er bereits in der ersten Runde des DFB-Pokals sein erstes Tor in einem Pflichtspiel für Hansa erzielt hatte. Lechleiter gelang es jedoch nicht, sich in Rostocks Stammformation zu spielen, und so absolvierte bei insgesamt 13 Ligaeinsätzen nur drei Partien über die volle Spielzeit. Daraufhin wurde sein Vertrag beim F.C. Hansa im Januar 2009 nach nur sechs Monaten Vereinszugehörigkeit aufgelöst. Anschließend wechselte Lechleiter zum abstiegsbedrohten Drittligisten VfR Aalen, für den er bis zu einem Kreuzbandriss, den er sich am vorletzten Spieltag der Saison 2008/09 zuzog, drei Tore in 16 Partien erzielte.
Mit dem Abstieg Aalens in die Regionalliga verlor Lechleiters Vertrag seine Gültigkeit. Lechleiter lehnte eine Erneuerung des Vertrags zunächst mit der Begründung ab, er wolle zuerst von seiner Verletzung genesen; dadurch wurde er vorübergehend vereinslos. Im November 2009 unterschrieb er schließlich beim VfR Aalen einen neuen Vertrag. Zum Trainingsauftakt im Januar 2010 kehrte er schließlich wieder ins Training zurück. Obwohl er daher nur in der Rückrunde 15 Spiele für den VfR absolvierte, wurde er dennoch mit sieben Toren der beste Torschütze der Mannschaft in der Spielzeit 2009/10 und hatte so einen großen Anteil am direkten Wiederaufstieg in die 3. Liga. Außerdem gewann er mit der Mannschaft den WFV-Pokal, der zur Teilnahme an der ersten Runde des DFB-Pokals 2010/11 berechtigte. Als Gegner wurde der FC Schalke 04 gelost, das Heimspiel gegen den späteren Pokalsieger endete 1:2. In der Drittliga-Saison 2010/11 erzielte Lechleiter in 34 von 38 Ligaspielen neun Tore und wurde damit gemeinsam mit Martin Dausch erneut der beste Torschütze seiner Mannschaft.
Für die folgende Spielzeit 2011/12 wurde die Mannschaft des VfR erneut verstärkt; Lechleiter spielte daraufhin mit seinem Verein eine herausragende Saison, an deren Ende der VfR in die 2. Bundesliga aufstieg und Lechleiter als bester Torschütze seiner Mannschaft mit 14 Toren sowie neun Torvorlagen in 36 Spielen zum Vize-Torschützenkönig der Dritten Liga (hinter dem Erfurter Marcel Reichwein) wurde. Die Zuschauer der SWR-Fernsehsendung Sport am Samstag wählten ihn daraufhin zum Spieler der Saison.
Der Torschützenkönig, Marcel Reichwein, wurde in der neuen Saison 2012/13 von den Aalenern verpflichtet und somit ein Mannschaftskamerad Lechleiters. Trainer Ralph Hasenhüttl ließ in der folgenden Spielzeit in der zweiten Liga meist in einem 4-5-1-System mit nur noch einer Sturmspitze spielen, sodass Lechleiter statt wie bisher als Stürmer meistens als rechter Mittelfeldspieler zum Einsatz kam. Dennoch konnte er an seine bisherigen Leistungen anknüpfen und wurde erneut der beste Torschütze bei den als Aufsteiger überraschend gut aufspielenden Aalenern, die am Saisonende den neunten Tabellenplatz erreichten. Dabei erzielte Lechleiter nicht nur neun Tore selbst, sondern gab auch sieben Torvorlagen. Nach Saisonende wurde Robert Lechleiter daher vom Sportmagazin kicker als bester offensiver Außenbahnspieler der 2. Bundesliga geehrt.
Während der Saison 2014/2015 erlitt Lechleiter einen Knorpelschaden und beendete seine Profilaufbahn beim VfR Aalen, mit dem er aus der 2. Bundesliga abgestiegen ist.

### Laufbahn als Trainer
Nach Beendigung seiner Profilaufbahn kehrte Robert Lechleiter zu seinem Stammverein TSV Aßling zurück, wo er im November 2015 das Traineramt antrat.
Hier gelang ihm mit der Mannschaft im Sommer 2018 der Aufstieg aus der A-Klasse in die Kreisklasse. Nach diesem Erfolg nahm Lechleiter das Angebot seines ehemaligen Clubs SpVgg Unterhaching an, die A-Junioren (U19) als Trainer zu übernehmen. Mit Beginn der Saison 2020/21 rückte Lechleiter in den Stab der Profimannschaft auf und fungierte zusammen mit Roman Týce als Co-Trainer für Cheftrainer Arie van Lent. Nach dem Abstieg der Mannschaft aus der Dritten Liga in die Regionalliga Bayern 2021 blieb Lechleiter auch unter Sandro Wagner zunächst Co-Trainer der Profimannschaft, ehe er ab Dezember 2021 wieder die U19-Mannschaft übernahm. Im Sommer 2022 verließ er den Verein.
Ab Februar 2022 absolvierte Lechleiter den Lehrgang zur UEFA-Pro-Lizenz, den er im April 2023 erfolgreich abschloss.
Im Januar 2024 übernahm Lechleiter übergangsweise die Leitung des Nachwuchsleistungszentrums des SSV Ulm 1846, ehe er im Sommer als Cheftrainer die U19 der „Spatzen“ übernahm. Im März 2025 wurde Lechleiter als Nachfolger von Thomas Wörle Cheftrainer der Profis, die nach dem 25. Spieltag der Saison 2024/25 auf dem vorletzten Platz der 2. Bundesliga standen und jeweils vier Punkte Rückstand auf den Relegations- und ersten Nicht-Abstiegsplatz hatten. Nachdem er die Mannschaft zeitweise auf den Relegationsplatz geführt hatte, konnte dieser jedoch nicht gehalten werden und nach einer 1:6-Auswärtspleite beim damit den Aufstieg in die Bundesliga fixierenden Tabellenführer Hamburger SV, der höchsten Saisonniederlage der Spatzen, stand nach dem vorletzten Spieltag der vorzeitige Wiederabstieg in die Drittklassigkeit fest. Wenige Tage später verlängerte der Klub nach einem Schnitt von 1,25 Punkten pro Ligaspiel den Trainervertrag bis zum Sommer 2027.

## Erfolge
- Aufstieg in die Bezirksoberliga mit dem SC Baldham 2000
- Aufstieg in die 3. Liga mit dem VfR Aalen 2010
- Aufstieg in die 2. Bundesliga mit dem VfR Aalen 2012